# Lizard Range
Lizard Range är ett berg i Kanada.   Det ligger i provinsen British Columbia, i den södra delen av landet, 3 000 km väster om huvudstaden Ottawa. Toppen på Lizard Range är 2 360 meter över havet.
Terrängen runt Lizard Range är bergig åt nordost, men åt sydväst är den kuperad. Trakten runt Lizard Range är nära nog obefolkad, med mindre än två invånare per kvadratkilometer.. Närmaste större samhälle är Fernie, 10,3 km nordost om Lizard Range.
I omgivningarna runt Lizard Range växer i huvudsak barrskog.